# Kristi Qose
Kristi Qose (n. 10 iunie 1995) este un fotbalist profesionist albanez care joacă pe postul de mijlocaș defensiv pentru clubul slovac Ružomberok și pentru echipa națională de fotbal a Albaniei.

## Cariera pe echipe

### Primii ani
Qose s-a născut la Korçë, Albania. S-a mutat alături de familia sa în Grecia când era tânăr. A crescut la grupele de juniori de la FC PAOK alături de Ergys Kaçe, un alt fotbalist albanez expatriat.

### PAOK
El și-a făcut debutul pe 13 aprilie 2014, fiind integralist în meciul împotriva lui Levadiakos, terminat cu scorul de 3-2.

#### Împrumutul la Apollon 1926
În august 2014 a fost împrumutat la Apollon 1926 FC pentru a căpăta mai multă experiență.

## Cariera la națională

### Albania U19
El a debutat la echipa națională de fotbal a Albaniei sub 19 ani în preliminariile Campionatului European sub 19 ani din 2014, într-o înfrângere scor 1-0 împotriva Greciei U19 în meciul de deschidere. El a fost integralist și a primit un cartonaș galben în minutul 57. El a jucat din nou 90 de minute împotriva Slovaciei U19, într-un meci care s-a terminat cu o remiză scor 1-1 și a fost titular, jucând 86 de minute în ultimul meci din grupe împotriva Bulgariei U19, în care a fost înlocuit de Mario Kame într-o altă remiză scor 1-1.

### Albania U21
Qose a fost chemat pentru prima dată la echipa națională de fotbal a Albaniei sub 21 de către antrenorul Skënder Gega pentru meciul amical cu Italia U21 la 6 mai 2014.

#### Calificările la Campionatul European sub 21 de ani din 2017
Qose a fost convocat pentru meciul de deschidere a calificărilor la Campionatul European de tineret sub 20 de ani al UEFA din 2017 împotriva Liechtensteinului la 28 martie 2015. El a debutat oficial pentru această reprezentativă în meciul cu Liechtenstein, fiind titular în victoria cu 0-2, în care a fost înlocuit în minutul 77 cu Klaudio Hyseni. A reușit să joace încă două meciuri ca titular în timpul campaniei, fiind înlocuit în a doua repriză a acestora și intrând într-un meci din postura de rezervă.

### Echipa națională de fotbal a Albaniei
El a fost chemat de antrenorul echipei naționale de fotbal a Albaniei, Gianni De Biasi, pentru meciul cu San Marino din 8 iunie 2014. A debutat pentru echipa națională a Albaniei împotriva San Marino, intrând pe teren în minutul 73 în locul lui Andi Lila.

## Statistici privind cariera

### Club
Până pe 13 aprilie 2014
| Sezon         | Club          | Campionat               | Campionat | Campionat | Cupa Ligii | Cupa Ligii | Europa  | Europa | Total   | Total  |
| Sezon         | Club          | Campionat               | Meciuri   | Goluri    | Meciuri    | Goluri     | Meciuri | Goluri | Meciuri | Goluri |
| ------------- | ------------- | ----------------------- | --------- | --------- | ---------- | ---------- | ------- | ------ | ------- | ------ |
| 2013-2014     | PAOK          | Superliga Greciei       | 1         | 0         | 0          | 0          | -       | -      | 1       | 0      |
| Total         | Total         | Total                   | 1         | 0         | 0          | 0          | 0       | 0      | 1       | 0      |
| 2014-2015     | Apollon 1926  | A Doua Divize a Greciei | 0         | 0         | 0          | 0          | -       | -      | 0       | 0      |
| Total         | Total         | Total                   | 0         | 0         | 0          | 0          | 0       | 0      | 0       | 0      |
| Total carieră | Total carieră | Total carieră           | 1         | 0         | 0          | 0          | 0       | 0      | 1       | 0      |

### Meciuri la națională
Până pe data de 8 iunie 2014 
| Echipa națională a Albaniei | Echipa națională a Albaniei | Echipa națională a Albaniei |
| An                          | Meciuri                     | Goluri                      |
| --------------------------- | --------------------------- | --------------------------- |
| 2014                        | 1                           | 0                           |
| Total                       | 1                           | 0                           |

## Palmares
PAOK
- Superliga Greciei locul 2: 2013-2014
- Cupa Greciei finalist: 2013-2014